# Kando (Kando)
Pour les articles homonymes, voir Kando.
Kando est une commune située dans le département de Kando, dont elle est le chef-lieu, de la province de Kouritenga dans la région du Centre-Est au Burkina Faso.

## Éducation et santé
Kando accueille un centre de santé et de promotion sociale (CSPS) tandis que le centre médical (CM) se trouve à Pouytenga.